# Eufrasia Burlamacchi
Pour les articles homonymes, voir Burlamacchi.
Eufrasia Burlamacchi (vers 1482 - 2 janvier 1548) est une religieuse dominicaine italienne et enlumineuse de manuscrits active à Lucques.

## Biographie

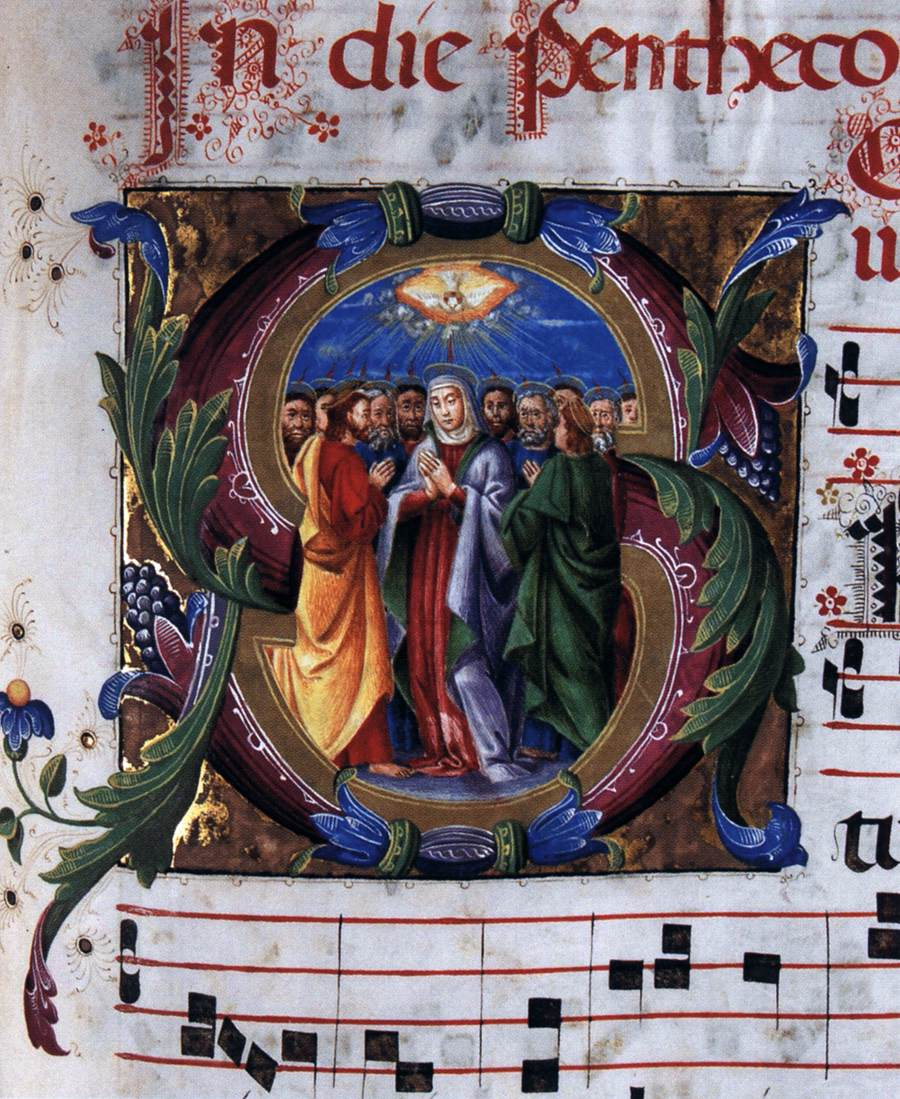
Détail d'un graduel, Biblioteca Statale, Ms.2649.

Eufrasia Burlamacchi est issue d'une grande famille de la ville de Lucques en Toscane. Elle est la fille de Caterina Trenta Olso et de Giovanni Burlamacchi, un banquier, marchand, fabricant de soie et membre du conseil municipal à plusieurs reprises. La vie de la religieuse n'est connue que par l'obituaire rédigé par son couvent. Eufrasia et sa sœur Gabriella entrent comme novices dès leur plus jeune âge au sein du couvent augustinien de San Nicolao. Le 15 avril 1502, alors âgée de 20 ans, elle quitte le couvent avec sa sœur et dix autres religieuses pour fonder le nouveau couvent dominicain San Domenico dans la même ville. Il est créé avec l'aide de son père. Elle devient par la suite la mère supérieure du couvent dans lequel entrent de nombreuses filles de la famille Burlamacchi. Elle est une fervente partisane de Jérôme Savonarole dont le couvent suit l'enseignement. Un de ses cousins est Fra Pacifico (1465-1519) qui est prieur du couvent San Marco à Florence et proche de Savonarole.
L'origine de sa formation d'enlumineuse est inconnue, mais elle a probablement appris cet art au sein de son couvent. Son style semble influencé par les œuvres de Fra Bartolomeo, qui est aussi un moine dominicain de San Marco. Quatre antiphonaires et un graduel datés entre 1502 et 1516, aujourd'hui conservés à la Biblioteca statale de Lucques, lui sont attribués. Ces ouvrages ont perdu leurs colophons qui mentionnaient leur date de création précise et leur auteur. Eufrasia décède le 2 janvier 1548.